# ژنیا نرسیسیان
ژنیا مراکلی نرسیسیان (ارمنی: Ժենյա Առաքելի Ներսիսյան؛ زادهٔ ۲۶ ژوئیهٔ ۱۹۳۱ - درگذشته ۴ نوامبر ۲۰۲۱) بازیگر اهل ارمنستان بود.

## زندگی‌نامه
وی در ۲۶ ژوئیه ۱۹۳۱ در ایروان به دنیا آمد و از آکادمی دولتی هنرهای زیبای ارمنستان فارغ‌التحصیل گشت. وی برنده جوایزی همچون مدال موسس خورناتسی (۲۰۱۲)، هنرمند شایسته ارمنستان شوروی (۱۹۷۶) و مدال طلای وزارت فرهنگ جمهوری ارمنستان (۲۰۱۱) است. وی در ۴ نوامبر ۲۰۲۱ در سن ۹۰ سالگی در لندن درگذشت.